# شعائر استسرار دينية
تمارس العديد من الثقافات أو قد مارست شعائر استسرار دينية أو طقوس التلقين، بما في ذلك الإغريق القدماء، والعبريون/اليهود، والبابليون، والمايا، والثقافات النوردية. وتعتبر ممارسة الميامايري اليابانية الحديثة مثالًا على مثل هذه الطقوس. في بعض الحالات، قد تكون الأدلة أثرية ووصفية بطبيعتها، بدلاً من كونها ممارسة حديثة.

## البراهمانية الكومارية
في الديانة البراهمانية الكومارية، بعد فترة اختبارية تتراوح بين ستة أشهر وثلاث سنوات، يتم تزويج مئات الفتيات الصغيرات والنساء العذراوات إلى الإله في حفلات زفاف جماعية. يتم أخذ مهورهن من قبل المنظمة التي ينتمون إليها بعد ذلك، وغالبًا ما يتم إرسالهن إلى مناطق بعيدة عن عائلاتهن، مما يجعل من غير المرجح أن يروهن مرة أخرى. العودة إلى العالم بعد الانضمام إلى هذه المنظمة تصبح صعبة للغاية بالنسبة لهن. وقد دافعت الديانة عن هذه الممارسة باعتبارها الوسيلة الوحيدة لمنع الفقراء من التخلص من بناتهم غير المرغوب فيهن على عاتقهم.

## الكاثوليكية الغنوصية والثيلما
تقدم الكنيسة الكاثوليكية الغنوصية، أو الكنيسة الكاثوليكية الغنوصية (الذراع الكنسية لمنظمة معبد الشرق)، طقس المعمودية لأي شخص يبلغ من العمر 11 عامًا على الأقل. يتم أداء هذه المراسم قبل القداس الغنوصي وتمثل ولادة رمزية في مجتمع الثيلما.

## الهندوسية
أكشارا أبهياسام هو حفل بدء التعليم الهندوسي الذي يُقام عادة للأطفال في كارناتاكا وأندرا براديش وتيلانجانا. على الرغم من أن الطقس يحمل أهمية دينية، إلا أنه لا يتضمن التلقين في الإيمان، بل يمثل بداية التعليم المدرسي.

## المندائية
في المندائية، طقوس تلقين الكهنة تكون معقدة وطويلة. على سبيل المثال، يستغرق تلقين الترميذة (الكاهن الثاني) 68 يومًا.